# Lolita Cortés
Dolores Vanessa Cortés Jiménez (Ciudad de México, 23 de octubre de 1970), conocida artísticamente como Lolita Cortés, es una cantante y actriz de comedia musical mexicana. Es conocida por participar como juez en el reality show musical La Academia, emitido por TV Azteca.

## Biografía
Hija de la cantante Dolores Jiménez y del actor Ricardo Cortés, sobrina del cantautor José Alfredo Jiménez, nació el 23 de octubre de 1970 en la Ciudad de México. Comenzó su carrera en el teatro musical con obras como Anita, la huerfanita y Vaselina, al lado del grupo Timbiriche. También, ha tenido polémicas participaciones como jurado en el programa de telerrealidad mexicano, La Academia.
Gracias a su trayectoria tanto en teatro como en televisión, es conocida como "La juez de Hierro" y "La Reina del teatro musical".

## Carrera
Durante su participación en Anita, la huerfanita, a la edad de 12 años, participó en un festival de canto infantil llamado "Juguemos a Cantar", difundido en 1982, donde participó con una canción llamada "Don Quijote y Sancho Panza", alcanzó a llegar a las finales al sexto lugar (en realidad, fue un noveno lugar debido a los empates obtenidos por los concursantes ante la reñida competencia), y con lo cual su canción logró ser incluida en el disco conmemorativo del festival.En 1982 también es seleccionada por el productor Valentín Pimstein para interpretar el personaje de "Gabriela" en la telenovela "Chispita" como una actuación especial. Posteriormente participó en las obras musicales Peter Pan y La Isla Del Tesoro. También estelarizó Una vez en La Isla (Ti Moune) y El cascanueces.[cita requerida]
En 1988 participa en el melodrama sobrenatural El extraño retorno de Diana Salazar, y durante 1989 inicia en la obra musical ¡Qué plantón!. En esta obra interpreta el papel de la hiedra venenosa y comparte créditos con otros grandes cantantes y actores de la época, como Manuel Landeta, Susana Zabaleta y Gerardo González.[cita requerida]
A lo largo de la década de 1990, participó en diversos proyectos como en Papá soltero donde interpretó el tema principal «A veces» a dueto con Edith Márquez, tema originalmente interpretado por Sasha Sokol, de igual forma incluida la puesta en escena del musical La bella y la bestia, en 1997.[cita requerida]
En el año 2000, interpretó a Christine, en El fantasma de la ópera, y un año más tarde interpretó a María Magdalena en la ópera rock Jesucristo Superestrella. De igual forma participó en las obras Los monólogos de la vagina y Confesiones de mujeres de 30, en la década del 2000.[cita requerida]
En el año 2004 incursionó como jurado en el reality de canto La Academia, donde compartió créditos con la cantante mexicana de Flans, Mimí, Óscar Sarquíz y Arturo López Gavito.
En el 2008, interpretó a Caridad en la obra Dulce Caridad, obra dirigida por el estadounidense Arthur Masella.[cita requerida]
En septiembre de 2009 fue nombrada directora de la séptima generación del reality show La Academia. En 2010 incursiona en la obra Mentiras: el musical.
En 2011 regresa por tercera vez a la obra Peter Pan, esta vez con la producción de Ocesa Teatro. Además de participar como jurado del programa La Academia, junto al músico Chacho Gaytán y el productor musical Arturo López Gavito.
Eñ el año 2013 es confirmada como la conductora del programa de concursos El rival más débil, en el mes de agosto del mismo año es nombrada juez en el reality show musical infantil La Academia Kids donde compartió créditos con Alicia Villarreal y Luis Coronel, conducido por Ingrid Coronado.
En agosto de 2014 nuevamente es juez en el reality infantil La Academia Kids en su segunda edición. También regresa a la obra Mentiras: el musical.
En 2016 forma parte del elenco de Mentiras: el musical donde interpreta a Lupita y a Yuri.Lanza un álbum denominado Intensa.
En 2017 retorna a Televisa como juez en el programa de Bailando por un Sueñoen su final, regresa por quinta ocasión a la obra Peter Pan y posteriormente en 2018 como juez en el programa Mira quién baila. En 2019 inicia la obra Toc Toc.
Para 2022 regresa al programa de canto La Academia decimotercera generación en los 20 años.
En 2024 se convierte en parte de Jurado de la competencia de Drags y reality show Mexicano La Más Draga, Sólo las Más, junto a Alfonso Waithsman, Luis Torres y Aviesc Who. A su vez, regresa como juez en el programa de La Academia, y continúa en el teatro musical con la obra Toc Toc.

## Vida personal
Mantuvo relación amorosa con el comunicador Fernando Lozano, también tuvo con el presentador Rykardo Hernández.
En noviembre de 2019 informa el fallecimiento de su madre Dolores Jiménez.
La fecha del 11 de octubre de 2023 informa a los medios de comunicación que padece cáncer de mama.

## Discografía

### Álbumes
- Intensa (2016)
- Mexicanísima (2012)
- Fascinación (1992)
- Malos Pensamientos (1990)
- Corazón de neón (1988)
- Ilusiones (1987)

### Sencillos
- Sedúceme feat. Axel Sánchez (2021)
- Entre Tus Brazos feat. Javier Estrella (2011)
- "LOCA" Feat. La Más Draga (2024)

## Filmografía

### Series y novelas
- Mujer casos de la vida real (1996) (Episodio: "Frente a mi verdad" - Romina)
- Papá soltero (1993-1994) ... Tania
- El extraño retorno de Diana Salazar (1988-1989) ... Elizabeth "Liz" Morrison
- Pobre juventud (1986-1987) ... Rebeca
- Chispita (1982) ... Gabriela

### Musicales
| Año       | Título                                  | Personaje                                 |
| --------- | --------------------------------------- | ----------------------------------------- |
| 1979      | Anita la huerfanita                     | Annie                                     |
| 1980      | José el soñador                         | Narradora                                 |
| 1984      | Vaselina con Timbiriche                 | Todos los personajes femeninos de la obra |
| 1985      | El pájaro azul                          | Mytyl                                     |
| 1989      | Peter Pan, el niño que no quería crecer | Peter Pan                                 |
| 1989      | ¡Que plantón!                           | Hiedra Venenosa                           |
| 1993      | La isla del tesoro                      | Jim Hawkins                               |
| 1995      | Una vez en la isla                      | Erzulie                                   |
| 1996      | Vaselina                                | Sonia                                     |
| 1997      | La Bella y la Bestia                    | Bella                                     |
| 1999      | El fantasma de la ópera                 | Christine                                 |
| 2001      | Jesucristo Superestrella                | María Magdalena                           |
| 2002      | Aladino                                 | Jafar                                     |
| 2002      | Te amo, eres lo máximo, pero cambia     | Clara                                     |
| 2003      | Fiebre de sábado por la noche           | Stephanie Mangano                         |
| 2003      | Pinocho                                 | Pepe Grillo                               |
| 2004      | José el soñador                         | La narradora                              |
| 2005      | Calle 42                                | Maggie Jones                              |
| 2006      | Los Musicales de Brod-güey              | Meryl                                     |
| 2007-2008 | Peter Pan                               | Peter Pan                                 |
| 2007      | La Bella y la Bestia                    | Bella                                     |
| 2007      | Chicas católicas                        |                                           |
| 2008      | Dulce Caridad                           | Caridad                                   |
| 2010      | Broadway por amor… los musicales de hoy | Señora T                                  |
| 2010      | Mentiras: el musical                    | Lupita                                    |
| 2011-2012 | Peter Pan                               | Peter Pan                                 |
| 2012      | A Cabaret Night                         | Fritz                                     |
| 2012      | 12 princesas en pugna                   | Rapunzel                                  |
| 2012      | Al piano y al revés                     | Sra Cuca                                  |
| 2015      | Quiero ser una chica Almodóvar          |                                           |
| 2013-2017 | Mentiras: el musical                    | Yuri y Dulce                              |
| 2017      | Peter Pan                               | Peter Pan                                 |
| 2018      | La mil amores                           | Sra. Mil Amores                           |
| 2019      | Toc Toc                                 | María                                     |
| 2024      | Toc Toc                                 | María                                     |

### Programas de televisión
- La Academia Decimocuarta Generación (2024) ... Juez
- La Más Draga (México) "Solo Las Más" (2024) ... Juez
- Password: La Palabra Secreta (2023)... Presentadora
- La Academia 20 Años Treceava Generación (2022) ... Juez
- Las estrellas bailan en Hoy (2021) ... Juez
- Mira quién baila (2018) ... Juez
- Bailando por un sueño (2017) ... Juez - Final
- La Academia Kids Segunda Generación (2014) ... Juez
- La Academia Kids Primera Generación (2013) ... Juez
- El rival más débil (2013-2014) ... Conductora
- La Academia Novena Generación (2011) ... Juez
- La Academia Octava Generación (2010) ... Directora
- La Academia Séptima Generación (2009) ... Directora
- La Academia Cinco (2006) ... Juez
- La Academia USA (2005-2006) ... Juez
- La Academia Cuarta Generación (2005) ... Juez
- La Academia Tercera Generación (2004) ... Juez
- Festival Juguemos a Cantar (1982)

### Películas
- Un sancho con panza (2023) ... Jimena
- Tú te lo pierdes (2004)
- Frida, naturaleza viva (1986) ... Hermana de la joven Frida
- Ah, que viejas canciones tan calientes (1985)
- La pachanga (1981) ... Celestina
- El mil usos (1981) ... Niña de la merced
- La novicia rebelde (1965) ... María Von Trapp (Julie Andrews) - Redoblaje para Latinoamérica de la cinta (2005)